# Kleine Halt
De Kleine Halt is een berg in de deelstaat Tirol, Oostenrijk. De berg heeft een hoogte van 2.116 meter.
De Kleine Halt is onderdeel van het Kaisergebergte.